# Skrotningsvarv

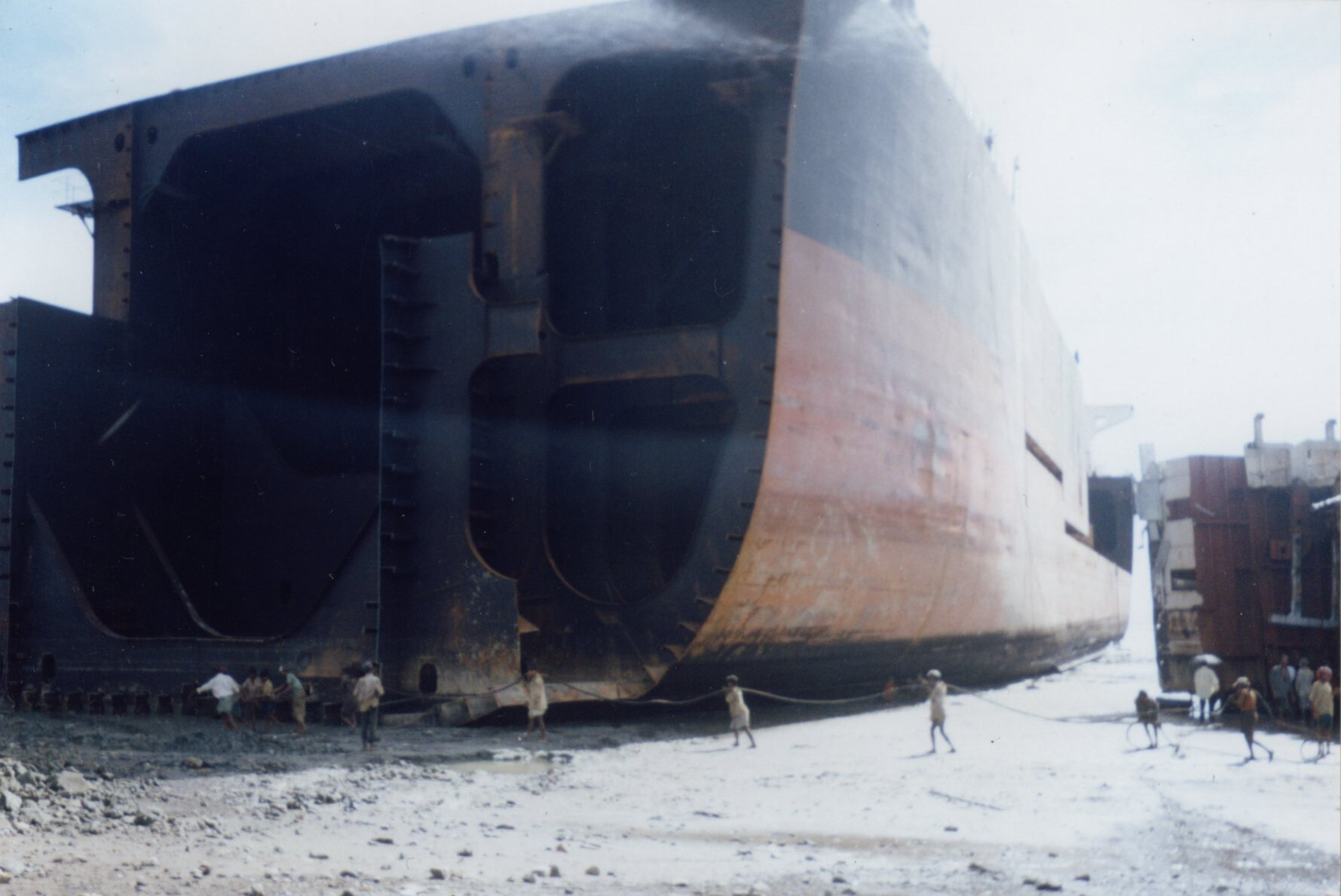
Fartygsskrotning i Bangladesh.

Skrotningsvarv är ett skeppsvarv eller annan anläggning som i huvudsak återvinner stål och utrustning i utrangerade fartyg. Ett fartyg har en teknisk livslängd på cirka 20 till 30 år, på grund av slitage samt nya regler angående transporter av gods eller passagerare. 
Kostnaden för skrotning av fartyg i länder med högt kostnadsläge, samt hälso- och miljökrav, har inneburit en överflyttning av skrotning av fartyg till de länder där billig arbetskraft finns. Av den totala skrotningen globalt årligen utförs 70 till 80 procent av tonnaget i länder som Indien, Bangladesh, Kina och Pakistan. En mindre del skrotas i bland annat Turkiet, Elfenbenskusten och USA. 
Den största ansamlingen av skrotningsvarv finns i den indiska kuststaden Alang, där man skrotar cirka 50 procent av allt tonnage årligen. Det är oftast inget skeppsvarv i den bemärkelsen, endast en strand där man vid flod (tidvatten) kör upp fartygen på stranden för att sedan påbörja demonteringen.

## Upphuggning
Upphuggning är ett äldre uttryck för skrotning i sjöfarts- och fartygssammanhang. Uttrycket härstammar från när fartyg fortfarande var byggda i trä. När fartyget inte användes längre höggs det upp med yxa. Uttrycket har levt vidare trots att det upphuggna fartyget numera mestadels är gjort av järn eller stål. Vid upphuggning plockas fartyget isär i mindre beståndsdelar, varvid plast, glas, värdefulla metaller med mera återvinns.